# Mikołaj Potocki

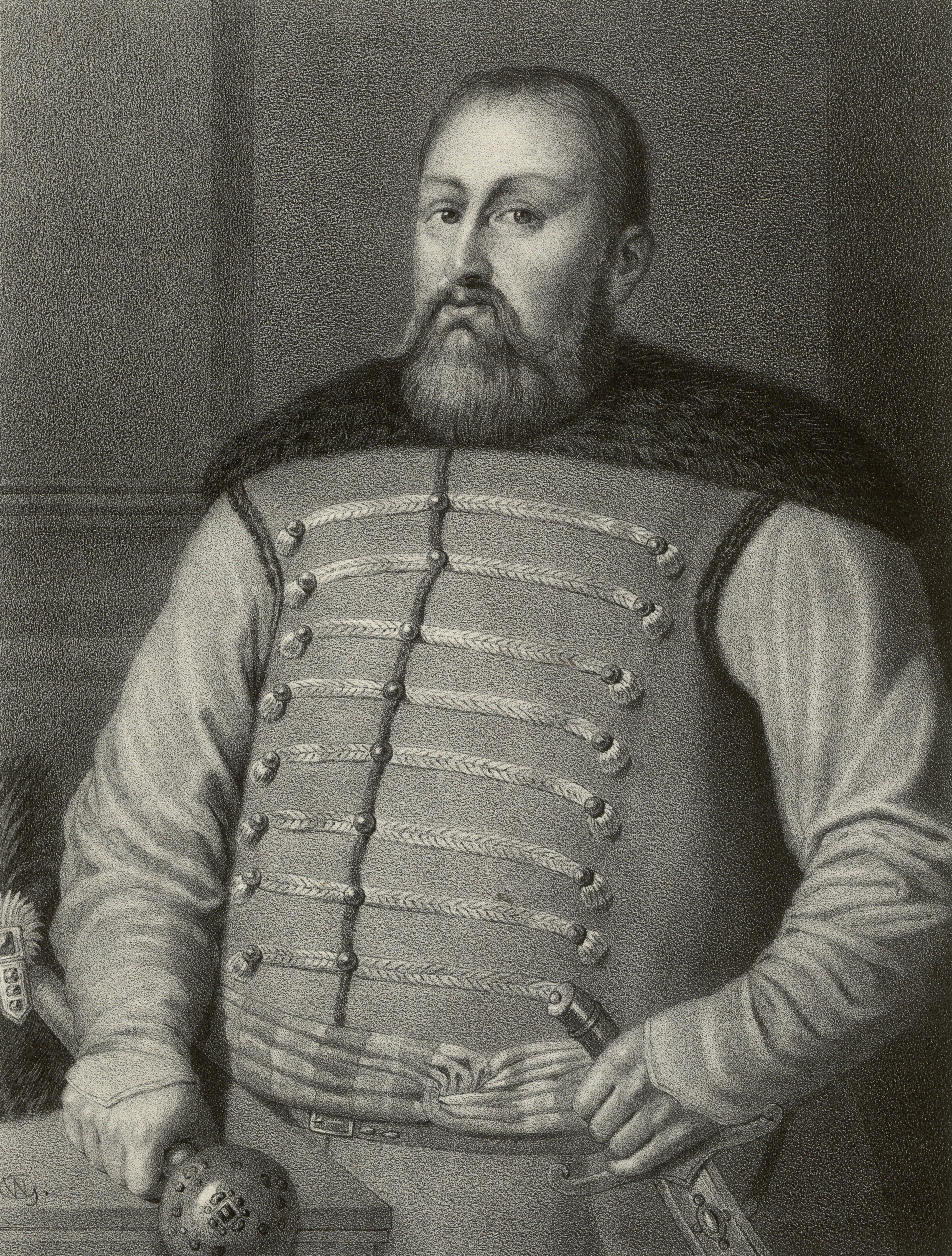
Mikołaj Potocki

Mikołaj Potocki (* um 1595; † 20. November 1651) war ein polnischer Adelsangehöriger (Szlachta), Magnat, von 1637 bis 1646 Feldhetman und ab 1646 bis zu seinem Tod Großhetman der polnischen Krone.
Der der polnischen Magnatenfamilie Potocki entstammende Mikołaj Potocki war bekannt für seinen Alkoholkonsum sowie seine brutale Unterdrückung der ukrainischen Bauern und der Kosaken-Aufstände, was ihm den Spitznamen „Bärentatze“ (poln. „Niedźwiedzia Łapa“) eintrug.
Mikołaj Potocki war in erster Ehe mit Sophia Firlej und in zweiter Ehe mit Elizabeth Kazanovskytė verheiratet.
Er unterdrückte bereits durch eine gewonnene Schlacht am 16. Dezember 1637 einen Kosakenaufstand und kommandierte zu Beginn des Chmelnyzkyj-Aufstandes die Truppen der Polnisch-Litauischen Union gegen die verbündeten Truppen der Saporoger Kosaken unter Bohdan Chmelnyzkyj und der Krimtataren unter Tuhaj Bej. Er geriet, nur wenige Tage nachdem sein Sohn Stefan Potocki nach der Schlacht bei Schowti Wody den Tod fand, am 26. Mai 1648 nach der Schlacht bei Korsun in tatarische Kriegsgefangenschaft. Nachdem er 1650 gegen Lösegeld aus der Gefangenschaft entlassen worden war, war er noch im Juni 1651 an der für die Polen siegreichen Schlacht bei Berestetschko beteiligt. Er starb am 20. November 1651.